# Sala São Paulo
La Sala São Paulo es una de las salas de conciertos más importantes de Brasil. Está localizada dentro de la Estación Júlio Prestes, una antigua estación de tren en el barrio de Campos Elíseos en el centro de la ciudad de São Paulo. Fue inaugurada el 9 de julio de 1999 y es sede de la Orquesta Sinfónica del Estado de São Paulo (OSESP), dirigida por John Neschling.
Su construcción es parte de un proyecto de revitalización del centro antiguo de la ciudad. Al lado está la Estación Pinacoteca que cuenta con diversas exposiciones.
La Sala São Paulo se destaca también por su gran acústica, y tiene conciertos regulares anualmente todos los jueves (h 21) y sábados (h 16). Por el éxito de la OSESP, sus conciertos suelen estar llenos.